# Hannah Adler
Hannah Adler (født 23. januar 1998) er en kvindelig amerikansk fodboldspiller, der spiller midtbane for HB Køge i Gjensidige Kvindeligaen.
Adler spillede universitetsfodbold på University of Denver (Denver Pioneers), fra 2016 til 2020 og var også på et tidspunkt førsteholdets anfører. Efterfølgende skiftede hun til sit første udlandsophold i september 2020, hvor hun optrådte for israelske Bnot Netanya F.C. i Netanya. Den 27. august 2021, skrev hun under på en kontrakt med de nykårede danske mestre fra HB Køge i Gjensidige Kvindeliga.
I Adlers debutkamp for Køge, scorede hun hele 7 mål i 13-0-sejren over Roskilde Pigefodbold i en træningskamp i slutningen af august 2021.